# Тиран-малюк північний
Тиран-малюк північний (Zimmerius vilissimus) — вид горобцеподібних птахів родини тиранових (Tyrannidae). Мешкає в Мексиці і Центральній Америці. Раніше вважався конспецифічним з омеловим тираном-малюком.

## Опис

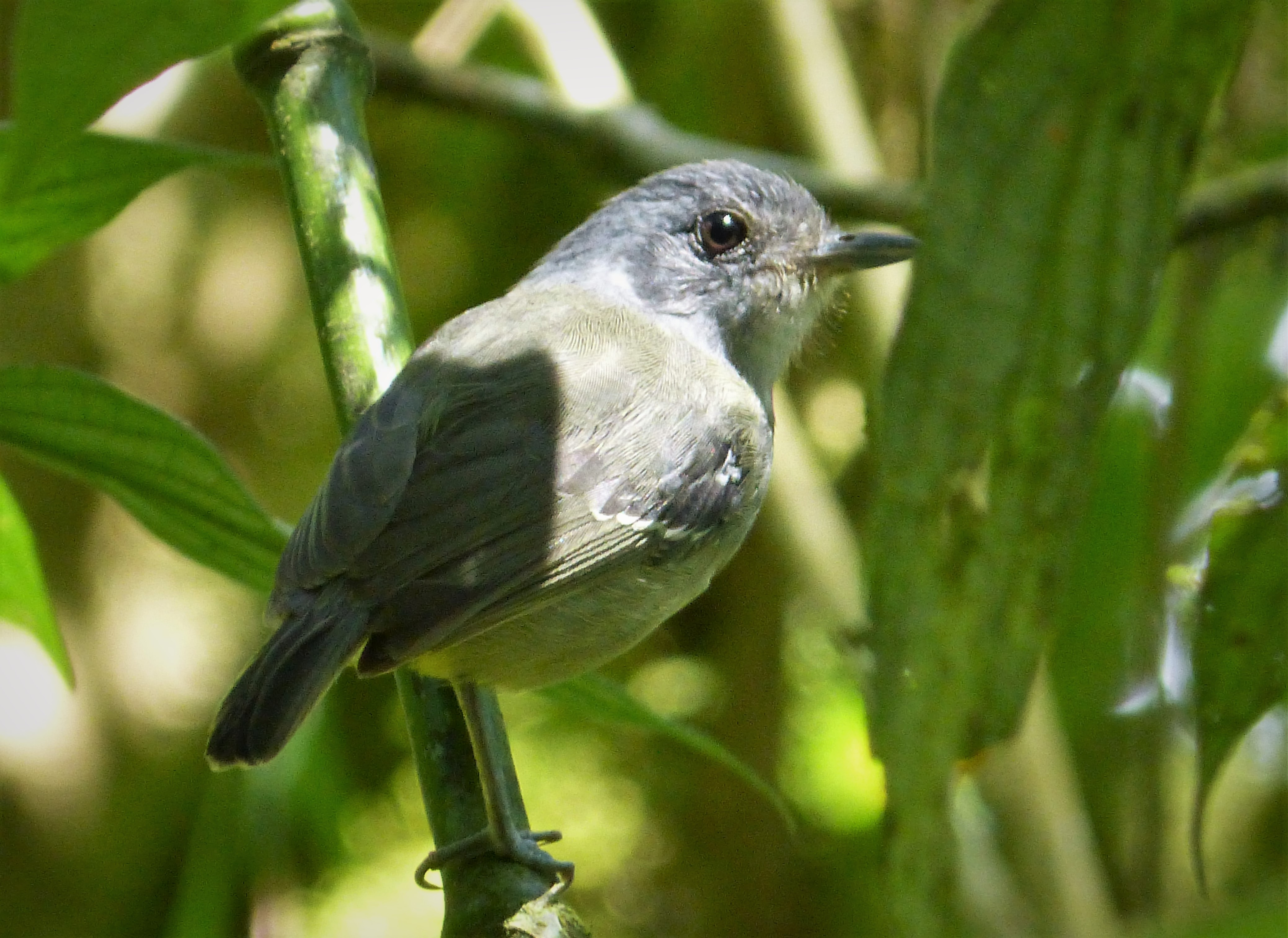
Північний тиран-малюк

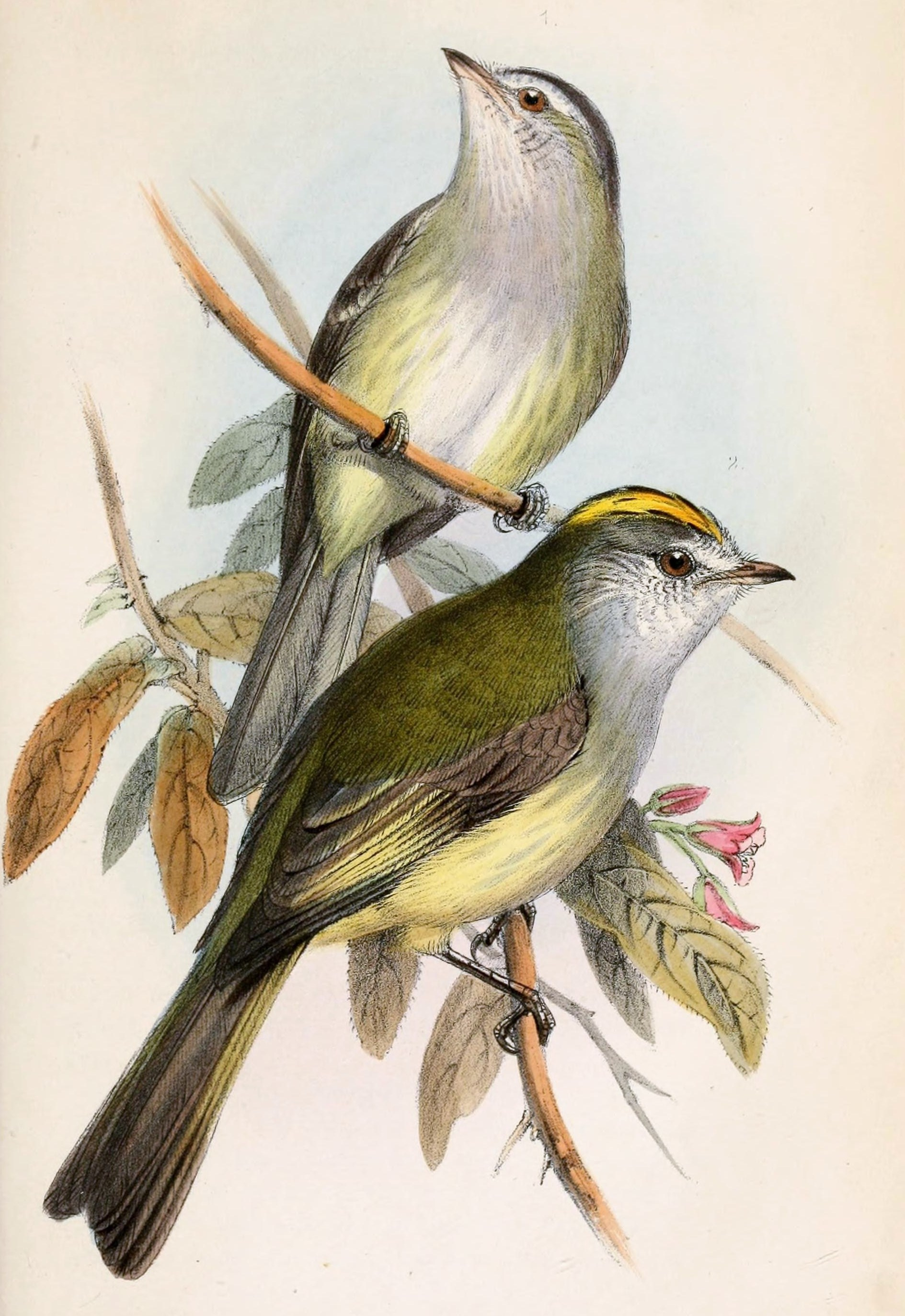
Північний тиран-малюк (зверху) і зелений тиранець (знизу)

Довжина птаха становить 9,5-12 см, вага 8,5 г. Верхня частина тіла оливково-зелена, тім'я темно-сіре, над очима сірі "брови". Крила чорнуваті, края пер жовті. Хвіст довгий, темний. Горло і груди білуваті, поцятковані сірими смужками. Живіт білий, боки тьмяно-жовто-зеленуваті. Лапи довгі, чорнуваті. Виду не притаманний статевий диморфізм. У молодих птахів тім'я оливкове, над очима жовтуваті "брови", на крилах широкі світлі смуги.

## Поширення і екологія
Північні тирани-малюки мешкають на півдні Мексики (Чіапас), в Гватемалі, Сальвадорі і південному Белізі. Вони живуть в рівнинних і гірських вологих тропічних лісах, на узліссях, в садах і на плантаціях, на полях і пасовищах. Зустрічаються поодинці або парами, на висоті до 3000 м над рівнем моря. Живляться плодами, зокрема омелою, ягодами і комахами, на яких чатують серед рослинності. Гніздо кулеподібне з бічним входом, зроблене з моху, встелено рослинним матеріалом, розміщується на висоті від 2 до 15 м над землею, серед моху або епіфітів. В кладці 2 білуватих яйця, поцяткованих рудуватими плямками. Інкубаційний період триває 14-15 днів, пташенята покидають гніздо на 17 день після вилуплення.